# 栗原俊夫
栗原 俊夫（くりはら/くりばら としお、1909年〈明治42年〉5月8日 - 1989年〈平成元年〉1月30日）は、日本の政治家。衆議院議員（4期）、参議院議員（1期）、群馬県議会議員（2期）、群馬県多野郡小野村長。日本社会党所属。囲碁4段、将棋3段、柔道3段。妻は1932年のロサンゼルスオリンピックに陸上競技80メートルハードルで出場した中西みち。

## 経歴
1909年（明治42年）、群馬県多野郡小野村（現・藤岡市）の農家に、栗原徳次郎・タカの長男として生まれる。群馬県立藤岡中学校、旧制静岡高等学校を経て1932年（昭和7年）京都帝国大学法学部を卒業。
一時天龍・大ノ里の新興力士団に勤め、その後大阪時事新報社に入社し経済記者として活動した。1944年（昭和19年）に疎開帰郷し、戦後に小野村農業会専務理事、さらに組合長を務めた。
1947年（昭和22年）4月に小野村長に当選、1949年（昭和24年）8月まで務める。1947年（昭和22年）4月に群馬県議会議員にも当選、1955年（昭和30年）1月まで2期在任した。1955年第27回衆議院議員総選挙に日本社会党から立候補、当選を果たす。以後4期務める。1967年（昭和42年）の第31回衆議院議員総選挙では次点で落選。
1968年（昭和43年）と1972年（昭和47年）の群馬県知事選挙にも出馬したが現職の神田坤六に敗れている。
1974年（昭和49年）第10回参議院議員通常選挙に出馬、当選。1期務め、参議院逓信委員長を経験。
産業振興審議会委員、日本社会党中央執行委員、全日本農民組合連合会副会長、全国日中友好協会副会長などを歴任した。
1979年（昭和54年）、勲二等旭日重光章受章。
1989年（平成元年）1月30日心不全のため死去、79歳。死没日をもって正四位に叙される。